# 蓮蔵坊

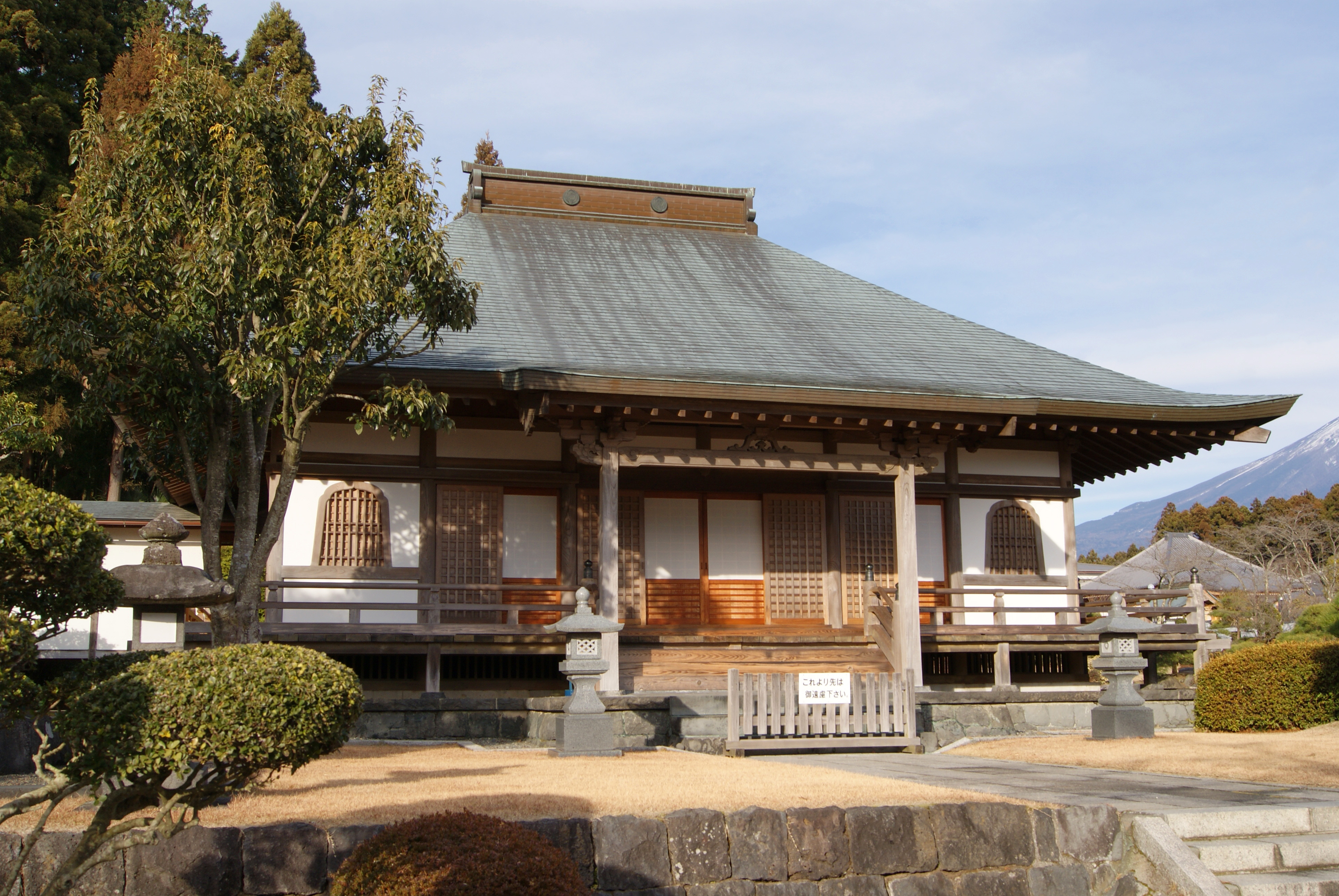
蓮蔵坊

蓮蔵坊（れんぞうぼう）は、日蓮正宗総本山大石寺の塔中坊の一つ。古来、学頭が住職を務めることから、「学頭寮」、「学寮」ともよばれる。

## 歴史
- 正応3年（1290年）、大石寺創建と同時に日目を開基として建立される
- 建武5年（1338年）、大石寺の大壇越南条氏を継いだ時綱、蓮蔵坊と周辺地域（「東坊地」）を日郷に寄進。このころ日郷は大石寺を退出し、保田妙本寺を創建していたことから、以後、大石寺と妙本寺の間で、蓮蔵坊・東坊地の所有権をめぐる争いが72年間にわたり継続する[1]。
- 宝永2年6月15日（1705年8月4日）、大石寺24世日永により再興。
- 宝永8年（1711年）、蓮蔵坊を学寮と定める。
- 安政7年2月25日（1860年3月17日）、石之坊の火災により焼失。
- 明治23年（1890年）5月、講堂改築。
- 昭和56年（1981年）10月、日蓮大聖人700遠忌記念事業の一環として本堂再建。